# 任性彥
任性彥（韓語：임성언，1983年9月15日—），韓國女演員。

## 演出作品

### 電視劇
- 2003年：SBS《20岁》[1]飾演 敏熙
- 2003年：SBS《命運的搏擊》飾演 奉美娜
- 2005年：SBS《堅強的野花》飾演 李恩晶
- 2006年：SBS《淵蓋蘇文》飾演 金寶熙
- 2007年：MBC《白色巨塔》飾演 閔秀晶
- 2008年：CGV《18歲未婚媽媽的秘密》飾演 安成淑
- 2008年：SBS《純潔的你》飾演 李珠雅
- 2012年：SBS《拜託了，機長》飾演 張敏雅
- 2014年：SBS《清潭洞醜聞》飾演 李珍妮
- 2015年：KBS《橘皮馬末蘭果醬》飾演 代課老師
- 2015年：KBS《記得你》飾演 池賢淑
- 2015年：JTBC《錐子》飾演 李秀寅的妻子（特別出演）
- 2016年：JTBC《老婆這週要出牆》飾演 插花講師
- 2018年：JTBC《只是相愛的關係》飾演 鄭宥卓的妻子
- 2019年：MBC《春夜》飾演 李書仁

### 網路劇
- 2015年：《西村日記》
- 2016年：《教會哥哥的戀愛QT》

### 電影
- 2004年：《我的野蠻女學生》
- 2007年：《少女X少女》
- 2010年：《不能回頭》
- 2014年：《Winter, Sea 》
- 2016年：《Malice》
- 2017年：《屠夫小姐》

## 註腳
1. ↑  미팅 퀸카，시트콤 퀸카 도전…새 청춘 드라마 ‘스무살’ 출연하는 임성언 （页面存档备份，存于）

## 外部連結
- NAVER